# Договір Мальяріно-Байдлека
Договір Мальяріно-Бідлека — міжнародна угода, підписана між Новою Гранадою (сучасні Колумбія та Панама) і Сполученими Штатами Америки 12 грудня 1846 року. Офіційно документ мав назву «Договір про мир, дружбу, мореплавство і торгівлю» та повинен був стати угодою про взаємне співробітництво й торгівлю. Договір відомий за прізвищами осіб, які його підписали: міністра закордонних справ Нової Гранади Мануеля Марії Мальяріно й американського юриста Бенджаміна Альдена Бідлека, члена Палати представників від штату Пенсільванія.

## Передумови
Після розпаду Великої Колумбії 1830 року Панама вдалась до першої спроби відокремитись, потім 1831 та в 1840—1841 роках, вона існувала як окрема держава. В той короткий період незалежності тамтешній міністр закордонних справ Маріано Аросемена порушив питання щодо захисту цілісності та нейтралітету перешийку за допомогою сил США, Великої Британії та Франції.
Після повернення Панамського перешийку до складу Нової Гранади 1841 року влада Нової Гранади запропонувала ту ж ідею, що гарантовано б дозволила Новій Гранаді зберегти контроль над перешийком.
У зв'язку з цим міністр закордонних справ Нової Гранади Мануель Марія Мальяріно передав конфіденційний документ от свого уряду американському чиновнику Бенджаміну Бідлеку, в якому уряд Нової Гранади попередив США про небезпечні амбіції Великої Британії контролювати «найважливішу торгову точку Америки». Нова Гранада прохала Сполучені Штати допомогти гарантувати володіння, суверенітет і нейтралітет Панамського перешийка та в обмін на це надавала пільги з транспортування через перешийок товарів, пошти, пасажирів тощо.
Таким чином було підписано договір про мир, дружбу, мореплавство й торгівлю, що був невигідним для Панами, зокрема через статтю № 35, в якій Сполучені Штати зобов'язувались гарантувати нейтралітет перешийку та вільне пересування ним між Тихим та Атлантичним океанами, відкривши таким чином шлях своїй інтервенції до Панами.

## Зміст
Окрім іншого, договір визначав такі моменти:
- громадяни, судна та вантажі Сполучених Штатів мають у портах Нової Гранади, в тому числі Панамського перешийку, всі привілеї та дипломатичні імунітети, що стосуються торгівлі та навігації, й такі переваги рівною мірою мали поширюватись на пасажирів, пошту й вантажі зі США, що прямували транзитом через територію перешийку;
- уряд Нової Гранади гарантував урядові США право транзиту через Панамський перешийок будь-якими засобами зв'язку, що існували, і буде франко, відкритим і безкоштовним для громадян, уряду Сполучених Штатів промислової продукції й товарів;
- з громадян США чи їхніх товарів влада Нової Гранади не може стягувати шляхове чи будь-яке інше мито під час прямування ними будь-якими дорогами чи каналами;
- Сполучені Штати гарантують Новій Гранаді цілковитий нейтралітет Панамського перешийку з тією метою, щоб жодного разу, поки договір є чинним, його не було закрито для вільного переміщення до іншого океану;
- Сполученим Штатам гарантуються такі ж права, суверенітет і власність, що їх на зазначеній території має Нова Гранада.

## Наслідки
Від моменту підписання того договору офіційно почались економічні, соціальні та політичні відносини США та Панами; як наслідок він затримав відокремлення перешийку від Нової Гранади, щоб попередити визвольний рух там у другій половині XIX століття.
Користуючись договором, США багато разів починали військове вторгнення на перешийок, як правило, спрямовані проти цивільних осіб, селянських партизанів чи ліберальної партії боротьби за незалежність. Після початку Каліфорнійської золотої лихоманки 1848 року США витратили сім років на будівництво Панамської залізниці.
Коли 1903 року США не вдалось отримати доступ до смуги на перешийку для будівництва каналу, вони змінили свою позицію на вихід Панами зі складу Колумбії.